# 轻叛逆罪
轻叛逆罪（Petty treason, or ）是英国法历史上的一项罪名，指杀害除国王外的社会尊长，或侵犯其权威的行为。根据《1828年人身犯罪法》，英格兰和威尔士不再区分轻叛逆罪和谋杀罪。爱尔兰于1829年废除了轻叛逆罪，苏格兰则从未设立过此罪。其他普通法国家亦陆续废除此项罪名。

## 背叛要素
轻叛逆罪之所以被认为比普通谋杀更为恶劣，是因为其蕴含的背叛要素。中世纪及近代早期，处于封建等级上层的统治者担忧，杀害尊长的行为不受严惩，会助长此类针对上级的暴行，动摇社会阶层结构。
布莱克斯通曾论及背叛要素在谋杀罪、小逆罪和大逆罪中的区分意义：

“叛逆”（treason，拉丁语proditio）一词，其本义指背叛、欺诈或失信。因此，如《正义之镜》（The Mirror of Justices）所述，它只可能发生于盟友之间；盖因“叛逆”实为法律上一统称，不仅指代对国王与政府的罪行，更泛指一切当上位者信托于臣属或下位者，而二者之间又存在自然的、民事的，甚至属灵的关系时，该下位者滥用此信任，背弃职责、臣服与忠诚义务，甚至加害其上级或主君之生命——此等行为即构成叛逆。

这种出自私人领域的贰心，与那种密谋公然颠覆君主或主权的叛逆之心本质无异。因此，妻子杀害其夫，仆人逆害其主，或神职人员弑害其上级教长，乃是对较低层级的忠诚——私人及家庭信义——之背弃，故称为“小叛逆”（petit treason）。然而，若此等不忠之心竟大胆妄为，直指至尊之身，则该罪行因性质严峻，特称为“大叛逆”（high treason，拉丁语alta proditio），等同于罗马人的“大不敬罪”（crimen laesae majestatis）——格兰维尔在我们英格兰法中亦如是称之。

## 制定法
普通法的轻叛逆罪在《1351年叛逆法令》中成文化。该法令将轻叛逆罪界定为加重谋杀罪，具体包括以下情形：
1. 妻子杀害丈夫
2. 教士杀害上级神职人员
3. 仆人杀害男/女主人，或主人之妻[4]

该法令同时废止了普通法中原有的三种轻叛逆罪：
1. 妻子杀害丈夫未遂
2. 仆人伪造主人印章
3. 仆人与主人之妻或女儿通奸

伪造金银币行为此前亦属轻叛逆罪，在《1351年叛逆法令》中升格为重叛逆罪，但处决方式未作变更。

## 刑罚
轻叛逆罪的男犯会被拖赴刑场绞死，但无需像重叛逆罪那样接受车裂；女犯将处以火刑（而重叛逆罪的女犯要先被马拖行后才烧死）。后来，法律对这种处决方式稍示仁慈：刽子手事先用绞索套住女犯脖颈，站在火堆外勒紧绞索，让犯人被烧前就窒息身亡。然而在少数案例中，绳索意外烧断仍会导致受刑者被活活烧死。此类惨剧接连发生，最终促使英国于1790年废除火刑，改以绞刑取代。

## 诉讼和辩护
在轻叛逆罪的审判中，普通法的“激怒辩护”同样适用——该辩护理由可使谋杀罪减轻为非预谋杀人罪。
轻叛逆罪与重叛逆罪的证据规则和审判程序基本相同，只是《1695年叛逆法》不适用于轻叛逆罪。两者的另一区别在于，直到1496年，轻叛逆罪的被告都可以援引神职人员特典作为法定抗辩理由，而大逆罪则从不允许此项特权。

## 进一步阅读
- Hale's History of Pleas of the Crown (1800 ed.) vol. 1, chapter XXIX (from Google Books).
- Hawkin's Treatise of Pleas of the Crown (1824 ed.) vol.1, chapter XIV (from Google Books).
- East's Treatise of Pleas of the Crown (1806 Ed) vol.1, Chapter V, Part VII (sections 98 to 104) (pp 336–339) (from Google Books).
- Coke's Institutes (1797 Ed.), Part 3, Chapter 2 (pp 19 to 36) (from Google Books).
- Chitty's Practical Treatise on Criminal Law (1819 Ed.), vol.3, paragraphs 742 to 745 (pp 176 to 179) (preliminary notes)  and paragraphs 779 to 781 (pp 211–214) (specimen indictments)  (from Google Books).
- Blackstone's Commentaries (1867 ed.), Book 4, Chapter 14, paragraphs 203 and 204 (See also 1791 ed. pages 202 to 204  and the 1825 ed.  – the commentary in footnotes differs) (from Google Books).
- J.G. Bellamy, The Law of Treason in England in the Later Middle Ages, CUP, (2004 ed.), Appendix II  (from Google Books).